# 吉姆·墨菲
吉姆·墨菲（英語：Jim Murphy，1967年8月23日—）是一位英國工黨政治人物。在2005年至2015年期間，他擔任東倫弗魯郡選區的國會議員。他曾經擔任蘇格蘭工黨的黨首。